# 神宮寺 (十日町市)
神宮寺（じんぐうじ）は、新潟県十日町市にある曹洞宗の寺院。

## 歴史
807年（大同2年）、坂上田村麻呂の開基である。当初は天台宗の寺院であったが、1680年（延宝8年）に曹洞宗に転宗したと伝えられる。ただ、1370年（応安3年）の時点で「神宮禅寺」と称しており、その頃から既に禅宗寺院であったと推測されている。
当寺の観音堂や山門は、それぞれ1781年（天明元年）と1763年（宝暦13年）に建てられたもので、当地が豪雪地帯であることを反映し、その茅葺屋根がかなり急勾配である。

## 文化財
- 木造十一面千手観音立像（新潟県指定文化財 昭和46年4月13日指定）[3]
- 木造四天王立像（新潟県指定文化財 昭和49年3月30日指定）[3]
- 神宮寺観音堂・山門（新潟県指定文化財 平成3年3月29日指定）[3]
- 四日町神宮寺境内地及び山林（十日町市指定史跡 昭和47年11月28日指定）[4]

## 交通アクセス
- 十日町駅より徒歩25分。